# Весёлое (Ставропольский край)
Весёлое — село в Кочубеевском районе (муниципальном округе) Ставропольского края России.

## Варианты названия
- Веселый[6]
- Тамбиевский

## География
Расстояние до краевого центра: 62 км.
Расстояние до районного центра: 20 км.

## История
Образовано 12 июня 1923 года.
До 16 марта 2020 года село входило в упразднённый Ивановский сельсовет.

## Население
| 1989 | 2002  | 2010  | 2014  | 2021  |
| ---- | ----- | ----- | ----- | ----- |
| 1173 | ↗1277 | ↗1391 | ↘1300 | ↗1327 |

По данным переписи 2002 года в национальной структуре населения преобладают русские (93 %).

## Инфраструктура
- Сельская библиотека. Открыта в 1955 году[14]
- Детский сад № 27
- Средняя общеобразовательная школа № 9
- Фельдшерско-акушерский пункт[15]

## Памятники
- Памятник воинам-землякам, погибшим в годы Великой Отечественной войны 1941—1945 гг. 1975 год[16]

## Культовые сооружения
В границах населённого пункта находится Весёловское кладбище (общественное открытое).